# 0465
0465 è il prefisso telefonico del distretto di Tione di Trento, appartenente al compartimento telefonico di Verona.
Il distretto comprende la parte sud-occidentale della provincia di Trento. Confina con i distretti di Cles (0463) a nord, di Trento (0461) e di Rovereto (0464) a est, di Salò (0365) a sud e di Breno (0364) a ovest.

## Aree locali e comuni
Il distretto di Tione di Trento comprende 30 comuni compresi in 1 area locale, nata dall'aggregazione dei 4 preesistenti settori di Condino, Lomaso, Pinzolo e Tione di Trento: Bleggio Superiore, Bocenago, Bondone, Borgo Chiese, Borgo Lares, Caderzone Terme, Carisolo, Castel Condino, Comano Terme, Fiavé, Giustino, Massimeno, Pelugo, Pieve di Bono-Prezzo, Pinzolo, Porte di Rendena, San Lorenzo Dorsino, Sella Giudicarie, Spiazzo, Stenico, Storo, Strembo, Tione di Trento, Tre Ville e Valdaone.